# Азарашвили, Важа Шалвович
Ва́жа Ша́лвович Азарашви́ли (груз. ვაჟა შალვას ძე აზარაშვილი; 13 июля 1936, Тбилиси, Грузинская ССР, ныне Грузия — 7 февраля 2024) — грузинский композитор и педагог. Народный артист Грузинской ССР (1988).

## Биография
В 1961 году окончил Тбилисскую консерваторию (класс профессоров Андрея Баланчивадзе, Александра Шаверзашвили и Ионы Туския).
С 1961 года занимался преподавательской деятельностью: сначала в 3-м музыкальном училище, а с 1971 года в Тбилисской консерватории.
Много писал для эстрадных исполнителей, в частности для: Нани Брегвадзе, ВИА «75» и других.
С 1998 по 2007 год возглавлял Союз композиторов Грузии.

## Сочинения
- балет «Хевесбери» (1982, Кутаиси)
- оперетта «Девятый вал» (1969)
- оперетта «Семь братьев-гурджанцев» (1972)
- оперетта «Соломон Исакич Меджгануашвили» (1983, Тбилиси)
- вокально-симфонический цикл «Страницы жизни» для солистов, хора и оркестра (1961)
- «Баллада о невернувшемся герое» для солистов, хора и оркестра (1970)
- «Советская Грузия» (1980)
- симфония (1966)
- концерт для скрипки с оркестром №1 (1972)
- концерт для скрипки с оркестром №2 (1973)
- концерт для виолончели с оркестром (1969)
- концерт для альта с оркестром (1973)
- концерт для трубы с оркестром (1978)
- цикл пьес «Картины родного края» для струнного квартета

## Награды
- 1974 — премия Ленинского комсомола Грузинской ССР
- 1979 — Заслуженный деятель искусств Грузинской ССР[2]
- 1981— Лауреат Песни-81
- 1988 — Народный артист Грузинской ССР
- 1996 — Орден Чести[3]
- 1999 — почётный гражданин Тбилиси
- 2003 — Государственная премия Грузии[4]